# Lasse Urpalainen
Lasse Aukusti „Matumbaman“ Urpalainen (* 3. März 1995) ist ein ehemaliger professioneller finnischer Dota-2-Spieler. Mit Team Liquid gewann Urpalainen The International 2017. Auf der Liste der erfolgreichsten E-Sportler nach Preisgeld liegt er mit über 4.500.000 US-Dollar unter den ersten zehn.

## Karriere
Urpalainens begann seine Karriere als E-Sportler 2014 mit Dota 2. Obwohl in den beiden darauf folgenden Jahren große Turniererfolge ausblieben, konnte er durch seine spielerische Leistung auf sich aufmerksam machen, sodass er 2015 von Team Liquid unter Vertrag genommen wurde. Mit Team Liquid zog Urpalainen in das Finale des Shanghai Major 2016 und des Manila Major 2016 ein, gewann EPICENTER 2016 und erreichte den 7. – 8. Platz bei The International 2016. Seinen größten Erfolg feierte Urpalainen 2017 mit dem Sieg von The International 2017, dem zu diesem Zeitpunkt höchstdotiertesten E-Sports-Turnier weltweit. Auch im folgenden Jahr konnte er mit dem 1. Platz beim China Dota 2 Supermajor und Platz 4 bei The International 2018 an die gute Form anknüpfen. Nachdem Urpalainen 2019 noch mit Team Liquid ins Finale des MDL Disneyland Paris Major einzog, trennten sich das Team und er kurz darauf. Urpalainen spielte anschließend für den Chaos Esports Club, nach dem Ausscheiden in der Gruppenphase von The International 2019 verließ er das Team wieder und unterzeichnete im November einen Vertrag mit Team Secret. Bis Oktober 2021 konnte Team Secret mit Urpalainen neun Turniere gewinnen und erreichte bei seinem ersten The International mit der Mannschaft den dritten Platz. Im Anschluss an das Turnier unterzeichnete er ein weiteres Mal einen Vertrag bei Team Liquid. Nachdem er mit diesem Squad beim The International 2022 erneut den dritten Platz errang, gab er seinen Rückzug aus der Wettkampfszene bekannt.

## Erfolge (Auswahl)
| Datum     | Platz   | Turnier                          | Preisgeld   |
| --------- | ------- | -------------------------------- | ----------- |
| Dez. 2015 | 3.      | World Cyber Arena 2015           | 015.750 $   |
| März 2016 | 2.      | Shanghai Major 2016              | 081.000 $   |
| Mai 2016  | 1.      | EPICENTER 2016                   | 050.000 $   |
| Juni 2016 | 2.      | Manila Major 2016                | 081.000 $   |
| Aug. 2016 | 7. – 8. | The International 2016           | 0103.852 $  |
| Juni 2016 | 1.      | EPICENTER 2017                   | 050.000 $   |
| Aug. 2017 | 1.      | The International 2017           | 2.172.536 $ |
| Mai 2018  | 2.      | EPICENTER XL                     | 040.000 $   |
| Juni 2018 | 1.      | China Dota 2 Supermajor 2018     | 0111.000 $  |
| Aug. 2018 | 4.      | The International 2018           | 0357.450 $  |
| Jan. 2020 | 1.      | DreamLeague S13                  | 060.000 $   |
| März 2021 | 4.      | ONE Esports Singapore Major 2021 | 010.000 $   |
| Okt. 2021 | 3.      | The International 10             | 0720.320 $  |
| Okt. 2022 | 3.      | The International 2022           | 0340.762 $  |